# Extraliga słowacka w piłce siatkowej mężczyzn (2023/2024)
Extraliga słowacka w piłce siatkowej mężczyzn 2023/2024 (oficjalna nazwa Niké Extraliga mužov 2023/2024) − 32. sezon mistrzostw Słowacji w piłce siatkowej zorganizowany przez Słowacki Związek Piłki Siatkowej (Slovenská Volejbalová Federácia, SVF). Zainaugurowany został 23 września 2023 roku i trwał do 29 kwietnia 2024 roku.
W extralidze w sezonie 2023/2024 uczestniczyło 8 drużyn, w tym młodzieżowy zespół SŠŠ Trenčín-Projekt RD SVF. Rozgrywki obejmowały fazę zasadniczą, drugą fazę oraz fazę play-off, w ramach której zostały rozegrane ćwierćfinały, mecze o 5. miejsce, mecze o 7. miejsce, półfinały, mecze o 3. miejsce oraz finały.
Po raz trzeci mistrzostwo Słowacji zdobył Rieker UJS Komárno, który w finałach fazy play-off pokonał VKP FTVŠ UK Bratislava. Trzecie miejsce zajął klub TJ Spartak Myjava.
Sponsorem tytularnym rozgrywek było przedsiębiorstwo bukmacherskie Niké.

## System rozgrywek
Rozgrywki o mistrzostwo Słowacji w sezonie 2023/2024 składały się z fazy zasadniczej, drugiej fazy i fazy play-off.

### Faza zasadnicza
W fazie zasadniczej 8 drużyn rozegrało między sobą po dwa spotkania systemem kołowym (mecz u siebie i rewanż na wyjeździe). Cztery najlepsze zespoły trafiły w drugiej rundzie do grupy A, natomiast pozostałe – do grupy B.

### Druga runda
W drugiej rundzie drużyny w ramach dwóch grup (A i B) rozegrały między sobą po dwa mecze systemem kołowym (mecz u siebie i rewanż na wyjeździe). Do tabeli obu grup wliczone zostały wszystkie mecze rozegrane w fazie zasadniczej. Wszystkie zespoły awansowały do fazy play-off.

### Faza play-off
Faza play-off składała się z ćwierćfinałów, meczów o miejsca 5-8, półfinałów, meczów o 3. miejsce i finałów.
Ćwierćfinały

Pary ćwierćfinałowe powstały na podstawie miejsc zajętych przez poszczególne drużyny w drugiej fazie według klucza:
- para 1: A1 – B4;
- para 2: A2 – B3;
- para 3: A3 – B2;
- para 4: A4 – B1.

Rywalizacja toczyła się do dwóch zwycięstw ze zmianą gospodarza po każdym meczu. Gospodarzem pierwszego spotkania była drużyna wyżej rozstawiona. Zwycięzcy w parach awansowali do półfinałów, przegrani natomiast grali o miejsca 5-8.
Mecze o 7. miejsce

O 7. miejsce grały dwie najniżej rozstawione drużyny, spośród tych, które odpadły w ćwierćfinałach. Rywalizacja toczyła się do dwóch zwycięstw ze zmianą gospodarza po każdym meczu. Gospodarzem pierwszego spotkania była drużyna wyżej rozstawiona.
Mecze o 5. miejsce

O 5. miejsce grały dwie najwyżej rozstawione drużyny, spośród tych, które odpadły w ćwierćfinałach. Rywalizacja toczyła się do dwóch zwycięstw ze zmianą gospodarza po każdym meczu. Gospodarzem pierwszego spotkania była drużyna wyżej rozstawiona.
Półfinały

Pary półfinałowe powstały według klucza: 
- para 1: zwycięzca w ćwierćfinałowej parze 1 – zwycięzca w ćwierćfinałowej parze 4;
- para 2: zwycięzca w ćwierćfinałowej parze 2 – zwycięzca w ćwierćfinałowej parze 3.

Rywalizacja toczyła się do trzech zwycięstw ze zmianą gospodarza po każdym meczu. Gospodarzem pierwszego meczu była drużyna wyżej rozstawiona. Zwycięzcy w parach awansowali do finału, przegrani natomiast grali o 3. miejsce.
Mecze o 3. miejsce

Rywalizacja o 3. miejsce toczyła się na tych samych zasadach co w półfinałach.
Finały

Finały grane były w serii do czterech zwycięstw. Gospodarzem dwóch pierwszych meczów oraz potencjalnie piątego i siódmego była drużyna, która w fazie zasadniczej zajęła wyższe miejsce. Zwycięzca w parze finałowej zdobył tytuł mistrza Słowacji.

## Drużyny uczestniczące
W słowackiej extralidze w sezonie 2023/2024 uczestniczyło 8 drużyn, w tym młodzieżowy zespół SŠŠ Trenčín-Projekt RD SVF.
W porównaniu z poprzednim sezonem z extraligi wycofał się klub MITA VolleyTeam Prievidza.
Zgodnie z decyzją Rady Dyrektorów SVF podjętą w dniu 17 maja 2023 roku do najwyższej klasy rozgrywkowej dołączyły drużyny VK Slávia SPU Nitra oraz ŠVK Tatran Banská Bystrica-Slovenská Ľupča. Zespół z Nitry w poprzednim sezonie zajął 6. miejsce w 1. lidze, natomiast ŠVK Tatran Banská Bystrica grał wyłącznie w rozgrywkach młodzieżowych.
VKP Bratislava rozpoczął współpracę z Wydziałem Wychowania Fizycznego i Sportu Uniwersytetu Komeńskiego (Fakulta telesnej výchovy a športu Univerzity Komenského, FTVŠ UK), w związku z tym klub występował pod nazwą VKP FTVŠ UK Bratislava.
| Niké Extraliga 2023/2024                   | Niké Extraliga 2023/2024 |                  |
| ------------------------------------------ | ------------------------ | ---------------- |
| VKP FTVŠ UK Bratislava                     | 1                        |                  |
| VK Mirad UNIPO Prešov                      | 2                        |                  |
| TJ Spartak Myjava                          | 3                        | Puchar Challenge |
| Rieker UJS Komárno                         | 4                        | Puchar Challenge |
| TJ Slávia Svidník                          | 5                        |                  |
| SŠŠ Trenčín-Projekt RD SVF                 | —                        |                  |
| Nowi uczestnicy                            |                          |                  |
| VK Slávia SPU Nitra                        | —                        |                  |
| ŠVK Tatran Banská Bystrica-Slovenská Ľupča | —                        |                  |

## Hale sportowe
| Drużyna                                    | Hala sportowa                       | Miejscowość     | *     |
| ------------------------------------------ | ----------------------------------- | --------------- | ----- |
| Rieker UJS Komárno                         | Mestská športová hala               | Komárno         |       |
| SŠŠ Trenčín-Projekt RD SVF                 | Stredná športová škola              | Trenczyn        |       |
| ŠVK Tatran Banská Bystrica-Slovenská Ľupča | Športová hala – ZŠ Sama Cambela     | Slovenská Ľupča |       |
| TJ Slávia Svidník                          | Športová hala                       | Svidník         |       |
| TJ Spartak Myjava                          | Mestská športová hala               | Myjava          |       |
| VK Mirad UNIPO Prešov                      | Športová hala Prešovskej univerzity | Preszów         |       |
| VK Slávia SPU Nitra                        | Športová hala SPU                   | Nitra           |       |
| VKP FTVŠ UK Bratislava                     | Dom športu                          | Bratysława      | [ a ] |
| VKP FTVŠ UK Bratislava                     | Gopass Aréna                        | Bratysława      | [ a ] |
| Źródło:                                    |                                     |                 |       |

## Trenerzy
| Drużyna                                    | Trener             | Asystent trenera              | *            |
| ------------------------------------------ | ------------------ | ----------------------------- | ------------ |
| Rieker UJS Komárno                         | Richard Vlkolinský | František Ogurčák             | [ 12 ] [ b ] |
| SŠŠ Trenčín-Projekt RD SVF                 | Marek Kardoš       | Róbert Hupka                  | [ 13 ]       |
| ŠVK Tatran Banská Bystrica-Slovenská Ľupča | Martin Nemec       | Daniela Chymičová             | [ 14 ]       |
| TJ Slávia Svidník                          | Rastislav Paňko    | —                             | [ 15 ]       |
| TJ Spartak Myjava                          | Martin Pipa        | Jaroslav Petrucha Matúš Kalný | [ 16 ]       |
| VK Mirad UNIPO Prešov                      | Erik Digaňa        | —                             | [ 17 ]       |
| VK Slávia SPU Nitra                        | Daniel Mikušovič   | Ľubomír Paška                 | [ 18 ] [ c ] |
| VKP FTVŠ UK Bratislava                     | Robin Pělucha      | Juraj Tiňo                    | [ 19 ]       |

### Zmiany trenerów
| Klub               | Były trener       | Data odejścia | Nowy trener        | Data przyjścia | *      |
| ------------------ | ----------------- | ------------- | ------------------ | -------------- | ------ |
| Przed sezonem      |                   |               |                    |                |        |
| Rieker UJS Komárno | Gabriel Chochoľák |               | Richard Vlkolinský |                | [ 20 ] |
| W trakcie sezonu   |                   |               |                    |                |        |
| TJ Spartak Myjava  | Witalij Osypow    | 29.01.2024    | Martin Pipa        | —              | [ 21 ] |

## Faza zasadnicza

### Tabela wyników
| Gospodarz \ Gość1                          | BRA | PRŠ | MYJ | KOM | SVI | NIT | TBB | SVF |
| ------------------------------------------ | --- | --- | --- | --- | --- | --- | --- | --- |
| VKP FTVŠ UK Bratislava                     | -   | 1:3 | 3:0 | 3:1 | 2:3 | 3:0 | 3:0 | 3:0 |
| VK Mirad UNIPO Prešov                      | 0:3 | -   | 0:3 | 3:1 | 3:0 | 3:0 | 3:0 | 3:0 |
| TJ Spartak Myjava                          | 3:2 | 3:0 | -   | 1:3 | 3:2 | 3:0 | 3:1 | 3:1 |
| Rieker UJS Komárno                         | 3:1 | 3:2 | 3:0 | -   | 3:2 | 3:0 | 3:0 | 3:0 |
| TJ Slávia Svidník                          | 3:1 | 1:3 | 3:0 | 2:3 | -   | 3:0 | 3:0 | 3:0 |
| VK Slávia SPU Nitra                        | 1:3 | 0:3 | 1:3 | 0:3 | 1:3 | -   | 3:0 | 3:0 |
| ŠVK Tatran Banská Bystrica-Slovenská Ľupča | 0:3 | 0:3 | 0:3 | 0:3 | 0:3 | 1:3 | -   | 3:1 |
| SŠŠ Trenčín-Projekt RD SVF                 | 0:3 | 0:3 | 0:3 | 0:3 | 0:3 | 3:0 | 3:1 | -   |

Źródło: 
1 Drużyna gospodarzy jest wymieniona po lewej stronie tabeli.
Kolory:
  zwycięstwo gospodarzy 3:0 lub 3:1
  zwycięstwo gospodarzy 3:2
  zwycięstwo gości 3:0 lub 3:1
  zwycięstwo gości 3:2

### Terminarz i wyniki spotkań
| Data                                                            | Godz. | Gospodarz                                  | Rezultat                                | Gość                                       | Widzów | MVP                                |
| --------------------------------------------------------------- | ----- | ------------------------------------------ | --------------------------------------- | ------------------------------------------ | ------ | ---------------------------------- |
| 1. KOLEJKA                                                      |       |                                            |                                         |                                            |        |                                    |
| 23.09.2023                                                      | 18:00 | VK Mirad UNIPO Prešov                      | 0:3 (17:25, 17:25, 18:25)               | VKP FTVŠ UK Bratislava                     | 288    | Michal Ščerba Bartolomej Jakubík   |
| 23.09.2023                                                      | 16:00 | SŠŠ Trenčín-Projekt RD SVF                 | 3:0 (25:23, 25:18, 27:25)               | VK Slávia SPU Nitra                        | 45     | Martin Rendla Šimon Rzyman         |
| 23.09.2023                                                      | 19:00 | TJ Spartak Myjava                          | 1:3 (19:25, 25:19, 23:25, 17:25)        | Rieker UJS Komárno                         | 348    | Tobias Viskup František Ogurčák    |
| 23.09.2023                                                      | 16:00 | ŠVK Tatran Banská Bystrica-Slovenská Ľupča | 0:3 (16:25, 16:25, 16:25)               | TJ Slávia Svidník                          | 350    | Matej Sýkora Marián Vitko          |
| 2. KOLEJKA                                                      |       |                                            |                                         |                                            |        |                                    |
| 30.09.2023                                                      | 18:00 | VKP FTVŠ UK Bratislava                     | 2:3 (22:25, 25:18, 19:25, 25:22, 13:15) | TJ Slávia Svidník                          | 200    | Adrián Vančo Renan Salton          |
| 30.09.2023                                                      | 19:00 | Rieker UJS Komárno                         | 3:0 (25:14, 25:17, 25:16)               | ŠVK Tatran Banská Bystrica-Slovenská Ľupča | 350    | Máté Lévay Miroslav Baslar         |
| 30.09.2023                                                      | 19:00 | VK Slávia SPU Nitra                        | 1:3 (20:25, 28:26, 21:25, 22:25)        | TJ Spartak Myjava                          | 250    | Michal Kilian Branislav Skasko     |
| 30.09.2023                                                      | 17:00 | VK Mirad UNIPO Prešov                      | 3:0 (25:16, 25:22, 25:12)               | SŠŠ Trenčín-Projekt RD SVF                 | 210    | Ján Jendrejčák Martin Rendla       |
| 3. KOLEJKA                                                      |       |                                            |                                         |                                            |        |                                    |
| 6.10.2023                                                       | 19:00 | SŠŠ Trenčín-Projekt RD SVF                 | 0:3 (14:25, 20:25, 12:25)               | VKP FTVŠ UK Bratislava                     | 25     | Matúš Makónyi Andrej Billich       |
| 6.10.2023                                                       | 19:00 | TJ Spartak Myjava                          | 3:0 (25:19, 25:21, 26:24)               | VK Mirad UNIPO Prešov                      | 278    | Branislav Skasko Michal Ščerba     |
| 8.10.2023                                                       | 18:00 | ŠVK Tatran Banská Bystrica-Slovenská Ľupča | 1:3 (19:25, 25:21, 16:25, 22:25)        | VK Slávia SPU Nitra                        | 320    | Lukáš Hlaváč Samuel Dobrančin      |
| 7.10.2023                                                       | 16:00 | TJ Slávia Svidník                          | 2:3 (25:18, 18:25, 25:23, 23:25, 9:15)  | Rieker UJS Komárno                         | 240    | Daniel Šellong Simon Pati-Nagy     |
| 4. KOLEJKA                                                      |       |                                            |                                         |                                            |        |                                    |
| 13.10.2023                                                      | 19:30 | VKP FTVŠ UK Bratislava                     | 3:1 (25:20, 25:23, 12:25, 25:23)        | Rieker UJS Komárno                         | 250    | Juraj Zaťko Marek Gergely          |
| 14.10.2023                                                      | 19:00 | VK Slávia SPU Nitra                        | 1:3 (25:22, 15:25, 19:25, 23:25)        | TJ Slávia Svidník                          | 250    | Michal Kilian Igor De Souza Soares |
| 14.10.2023                                                      | 16:00 | VK Mirad UNIPO Prešov                      | 3:0 (25:12, 25:15, 25:18)               | ŠVK Tatran Banská Bystrica-Slovenská Ľupča | 189    | Michal Ščerba Francis Priškin      |
| 14.10.2023                                                      | 16:00 | SŠŠ Trenčín-Projekt RD SVF                 | 0:3 (18:25, 18:25, 18:25)               | TJ Spartak Myjava                          | 40     | Róbert Pijáček Tobias Viskup       |
| 5. KOLEJKA                                                      |       |                                            |                                         |                                            |        |                                    |
| 20.10.2023                                                      | 19:30 | TJ Spartak Myjava                          | 3:2 (25:20, 22:25, 25:20, 21:25, 20:18) | VKP FTVŠ UK Bratislava                     | 235    | Branislav Skasko Andrej Billich    |
| 20.10.2023                                                      | 18:00 | ŠVK Tatran Banská Bystrica-Slovenská Ľupča | 3:1 (25:18, 25:20, 23:25, 25:22)        | SŠŠ Trenčín-Projekt RD SVF                 | 300    | Marek Machovec Jakub Brzáč         |
| 21.10.2023                                                      | 16:00 | TJ Slávia Svidník                          | 1:3 (21:25, 29:27, 23:25, 17:25)        | VK Mirad UNIPO Prešov                      | 105    | Igor De Souza Soares Erik Gulák    |
| 20.10.2023                                                      | 19:00 | Rieker UJS Komárno                         | 3:0 (25:15, 25:13, 25:17)               | VK Slávia SPU Nitra                        | 300    | Branislav Hanúsek Samuel Dobrančin |
| 6. KOLEJKA                                                      |       |                                            |                                         |                                            |        |                                    |
| 27.10.2023                                                      | 19:30 | VKP FTVŠ UK Bratislava                     | 3:0 (30:28, 25:15, 25:16)               | VK Slávia SPU Nitra                        | 200    | Matej Michalica Martin Kajan       |
| 29.10.2023                                                      | 16:00 | Rieker UJS Komárno                         | 3:2 (16:25, 25:19, 17:25, 25:23, 15:12) | VK Mirad UNIPO Prešov                      | 300    | Peter Mlynarčík Peter Barták       |
| 28.10.2023                                                      | 16:00 | SŠŠ Trenčín-Projekt RD SVF                 | 0:3 (14:25, 18:25, 25:27)               | TJ Slávia Svidník                          | 20     | Martin Rendla Rodrigo Moraes       |
| 28.10.2023                                                      | 19:00 | TJ Spartak Myjava                          | 3:1 (20:25, 25:21, 25:11, 25:13)        | ŠVK Tatran Banská Bystrica-Slovenská Ľupča | 175    | Tobias Viskup Jakub Uhrin          |
| 7. KOLEJKA                                                      |       |                                            |                                         |                                            |        |                                    |
| 3.11.2023                                                       | 18:00 | ŠVK Tatran Banská Bystrica-Slovenská Ľupča | 0:3 (21:25, 16:25, 19:25)               | VKP FTVŠ UK Bratislava                     | 320    | Marek Machovec Samuel Fekete       |
| 4.11.2023                                                       | 16:00 | TJ Slávia Svidník                          | 3:0 (25:8, 25:21, 25:17)                | TJ Spartak Myjava                          | 150    | Radovan Vitko Matúš Konc           |
| 4.11.2023                                                       | 19:00 | Rieker UJS Komárno                         | 3:0 (25:20, 25:18, 25:11)               | SŠŠ Trenčín-Projekt RD SVF                 | 250    | Branislav Hanúsek Martin Rendla    |
| 4.11.2023                                                       | 19:00 | VK Slávia SPU Nitra                        | 0:3 (13:25, 21:25, 22:25)               | VK Mirad UNIPO Prešov                      | 100    | Martin Grendel Michal Ščerba       |
| 8. KOLEJKA                                                      |       |                                            |                                         |                                            |        |                                    |
| 11.11.2023                                                      | 16:00 | VKP FTVŠ UK Bratislava                     | 1:3 (25:17, 22:25, 22:25, 22:25)        | VK Mirad UNIPO Prešov                      | 250    | Michal Ščerba                      |
| 11.11.2023                                                      | 19:00 | VK Slávia SPU Nitra                        | 3:0 (25:23, 25:17, 25:17)               | SŠŠ Trenčín-Projekt RD SVF                 | 150    | Samuel Dobrančin Michal Križák     |
| 11.11.2023                                                      | 20:00 | Rieker UJS Komárno                         | 3:0 (25:20, 25:19, 25:21)               | TJ Spartak Myjava                          | 150    | Maroš Kasperkevič Jakub Hukel      |
| 11.11.2023                                                      | 16:00 | TJ Slávia Svidník                          | 3:0 (25:17, 25:18, 25:16)               | ŠVK Tatran Banská Bystrica-Slovenská Ľupča | 150    | Damián Hnát Daniel Kalina          |
| 9. KOLEJKA                                                      |       |                                            |                                         |                                            |        |                                    |
| 18.11.2023                                                      | 16:00 | TJ Slávia Svidník                          | 3:1 (23:25, 30:28, 25:21, 25:19)        | VKP FTVŠ UK Bratislava                     | 250    | Rodrigo Moraes                     |
| 17.11.2023                                                      | 19:00 | ŠVK Tatran Banská Bystrica-Slovenská Ľupča | 0:3 (22:25, 13:25, 15:25)               | Rieker UJS Komárno                         | 280    | Lukáš Urbančok Simon Pati-Nagy     |
| 18.11.2023                                                      | 16:00 | TJ Spartak Myjava                          | 3:0 (25:23, 25:17, 25:16)               | VK Slávia SPU Nitra                        | 137    | Tobias Viskup Peter Porubský       |
| 17.11.2023                                                      | 14:00 | SŠŠ Trenčín-Projekt RD SVF                 | 0:3 (20:25, 20:25, 18:25)               | VK Mirad UNIPO Prešov                      | 20     | Jakub Brzáč Martin Turis           |
| 10. KOLEJKA                                                     |       |                                            |                                         |                                            |        |                                    |
| 25.11.2023                                                      | 16:30 | VKP FTVŠ UK Bratislava                     | 3:0 (26:24, 25:11, 25:11)               | SŠŠ Trenčín-Projekt RD SVF                 | 75     | Ľuboš Nemec Daniel Stríž           |
| 25.11.2023                                                      | 16:00 | VK Mirad UNIPO Prešov                      | 0:3 (18:25, 21:25, 20:25)               | TJ Spartak Myjava                          | 289    | Martin Turis Dominik Valo          |
| 25.11.2023                                                      | 19:00 | VK Slávia SPU Nitra                        | 3:0 (26:24, 25:21, 26:24)               | ŠVK Tatran Banská Bystrica-Slovenská Ľupča | 150    | Samuel Dobrančin Alex Veselý       |
| 25.11.2023                                                      | 19:00 | Rieker UJS Komárno                         | 3:2 (27:25, 22:25, 21:25, 25:15, 15:12) | TJ Slávia Svidník                          | 300    | Branislav Hanúsek Martin Sopko mł. |
| 11. KOLEJKA                                                     |       |                                            |                                         |                                            |        |                                    |
| 3.12.2023                                                       | 19:00 | Rieker UJS Komárno                         | 3:1 (25:23, 25:23, 21:25, 25:15)        | VKP FTVŠ UK Bratislava                     | 400    | Maroš Kasperkevič Michal Trubač    |
| 2.12.2023                                                       | 16:00 | TJ Slávia Svidník                          | 3:0 (25:20, 26:24, 25:17)               | VK Slávia SPU Nitra                        | 160    | Marián Vitko Matej Turčáni         |
| 3.12.2023                                                       | 18:00 | ŠVK Tatran Banská Bystrica-Slovenská Ľupča | 0:3 (15:25, 13:25, 20:25)               | VK Mirad UNIPO Prešov                      | 270    | Max Veselý Erik Gulák              |
| 1.12.2023                                                       | 18:30 | TJ Spartak Myjava                          | 3:1 (23:25, 25:15, 25:12, 25:19)        | SŠŠ Trenčín-Projekt RD SVF                 | 150    | Michal Zeman Martin Rendla         |
| 12. KOLEJKA                                                     |       |                                            |                                         |                                            |        |                                    |
| 10.12.2023                                                      | 17:30 | VKP FTVŠ UK Bratislava                     | 3:0 (25:17, 25:23, 25:16)               | TJ Spartak Myjava                          | 210    | Andrej Billich Samuel Paňko        |
| 9.12.2023                                                       | 16:00 | SŠŠ Trenčín-Projekt RD SVF                 | 3:1 (21:25, 25:23, 25:21, 25:17)        | ŠVK Tatran Banská Bystrica-Slovenská Ľupča | 30     | Martin Rendla Tomáš Badáň          |
| 9.12.2023                                                       | 18:00 | VK Mirad UNIPO Prešov                      | 3:0 (25:23, 25:22, 25:17)               | TJ Slávia Svidník                          | 316    | Michal Ščerba Renan Salton         |
| 9.12.2023                                                       | 19:00 | VK Slávia SPU Nitra                        | 0:3 (13:25, 19:25, 19:25)               | Rieker UJS Komárno                         | 150    | Martin Neštický Peter Mlynarčík    |
| 13. KOLEJKA                                                     |       |                                            |                                         |                                            |        |                                    |
| 16.12.2023                                                      | 19:00 | VK Slávia SPU Nitra                        | 1:3 (25:22, 16:25, 18:25, 17:25)        | VKP FTVŠ UK Bratislava                     | 140    | Michal Kilian Matej Michalica      |
| 16.12.2023                                                      | 19:00 | VK Mirad UNIPO Prešov                      | 3:1 (25:21, 25:21, 19:25, 25:13)        | Rieker UJS Komárno                         | 238    | Ján Jendrejčák                     |
| 13.12.2023                                                      | 17:00 | TJ Slávia Svidník                          | 3:0 (25:15, 25:11, 25:23)               | SŠŠ Trenčín-Projekt RD SVF                 | 60     | Boris Genco Richard Klein          |
| 15.12.2023                                                      | 18:00 | ŠVK Tatran Banská Bystrica-Slovenská Ľupča | 0:3 (12:25, 19:25, 10:25)               | TJ Spartak Myjava                          | 100    | Patrik Matejčík Dominik Valo       |
| 14. KOLEJKA                                                     |       |                                            |                                         |                                            |        |                                    |
| 13.01.2024                                                      | 19:00 | VKP FTVŠ UK Bratislava                     | 3:0 (25:18, 25:20, 26:24)               | ŠVK Tatran Banská Bystrica-Slovenská Ľupča | 150    | Dominik Fořt Miroslav Baslar       |
| 13.01.2024                                                      | 19:00 | TJ Spartak Myjava                          | 3:2 (27:29, 25:17, 22:25, 25:19, 15:11) | TJ Slávia Svidník                          | 256    | Matúš Konc Renan Salton            |
| 13.01.2024                                                      | 19:00 | SŠŠ Trenčín-Projekt RD SVF                 | 0:3 (10:25, 14:25, 16:25)               | Rieker UJS Komárno                         | 15     | Martin Rendla Branislav Hanúsek    |
| 13.01.2024                                                      | 19:00 | VK Mirad UNIPO Prešov                      | 3:0 (25:21, 25:19, 25:15)               | VK Slávia SPU Nitra                        | 265    | Erik Gulák Samuel Dobrančin        |
| Wszystkie godziny według czasu lokalnego (UTC+1/UTC+2). Źródło: |       |                                            |                                         |                                            |        |                                    |

### Tabela
| Lp.                                                  | Drużyna                                    | Mecze | Mecze | Mecze | Pkt | Rodzaj wyniku | Rodzaj wyniku | Rodzaj wyniku | Rodzaj wyniku | Rodzaj wyniku | Rodzaj wyniku | Sety | Sety | Sety  | Małe punkty | Małe punkty | Małe punkty |
| Lp.                                                  | Drużyna                                    | M     | W     | P     | Pkt | 3:0           | 3:1           | 3:2           | 2:3           | 1:3           | 0:3           | wyg. | prz. | stos. | zdob.       | str.        | stos.       |
| ---------------------------------------------------- | ------------------------------------------ | ----- | ----- | ----- | --- | ------------- | ------------- | ------------- | ------------- | ------------- | ------------- | ---- | ---- | ----- | ----------- | ----------- | ----------- |
| 1                                                    | Rieker UJS Komárno                         | 14    | 12    | 2     | 33  | 7             | 2             | 3             | 0             | 2             | 0             | 38   | 14   | 2.71  | 1200        | 999         | 1.2         |
| 2                                                    | VK Mirad UNIPO Prešov                      | 14    | 10    | 4     | 31  | 7             | 3             | 0             | 1             | 0             | 3             | 32   | 15   | 2.13  | 1092        | 959         | 1.14        |
| 3                                                    | TJ Spartak Myjava                          | 14    | 10    | 4     | 28  | 5             | 3             | 2             | 0             | 1             | 3             | 31   | 19   | 1.63  | 1143        | 1034        | 1.11        |
| 4                                                    | VKP FTVŠ UK Bratislava                     | 14    | 9     | 5     | 29  | 7             | 2             | 0             | 2             | 3             | 0             | 34   | 17   | 2     | 1198        | 1053        | 1.14        |
| 5                                                    | TJ Slávia Svidník                          | 14    | 9     | 5     | 29  | 6             | 2             | 1             | 3             | 1             | 1             | 34   | 19   | 1.79  | 1213        | 1098        | 1.1         |
| 6                                                    | VK Slávia SPU Nitra                        | 14    | 3     | 11    | 9   | 2             | 1             | 0             | 0             | 3             | 8             | 12   | 34   | 0.35  | 946         | 1111        | 0.85        |
| 7                                                    | SŠŠ Trenčín-Projekt RD SVF                 | 14    | 2     | 12    | 6   | 1             | 1             | 0             | 0             | 2             | 10            | 8    | 37   | 0.22  | 835         | 1101        | 0.76        |
| 8                                                    | ŠVK Tatran Banská Bystrica-Slovenská Ľupča | 14    | 1     | 13    | 3   | 0             | 1             | 0             | 0             | 3             | 10            | 6    | 40   | 0.15  | 853         | 1125        | 0.76        |
| Legenda: druga runda – grupa A druga runda – grupa B |                                            |       |       |       |     |               |               |               |               |               |               |      |      |       |             |             |             |

Źródło: 
Punktacja: 3:0 i 3:1 – 3 pkt; 3:2 – 2 pkt; 2:3 – 1 pkt; 1:3 i 0:3 – 0 pkt
Zasady ustalania kolejności: 1. liczba zwycięstw; 2. liczba punktów; 3. stosunek setów; 4. stosunek małych punktów; 5. bilans w bezpośrednich meczach

## Druga faza

### Grupa 1-4

#### Tabela wyników
| Gospodarz \ Gość1      | KOM | PRŠ | MYJ | BRA |
| ---------------------- | --- | --- | --- | --- |
| Rieker UJS Komárno     | -   | 3:0 | 3:2 | 1:3 |
| VK Mirad UNIPO Prešov  | 3:2 | -   | 3:1 | 0:3 |
| TJ Spartak Myjava      | 3:2 | 3:0 | -   | 1:3 |
| VKP FTVŠ UK Bratislava | 3:0 | 3:0 | 3:0 | -   |

Źródło: 
1 Drużyna gospodarzy jest wymieniona po lewej stronie tabeli.
Kolory:
  zwycięstwo gospodarzy 3:0 lub 3:1
  zwycięstwo gospodarzy 3:2
  zwycięstwo gości 3:0 lub 3:1
  zwycięstwo gości 3:2

#### Terminarz i wyniki spotkań
| Data                                                            | Godz. | Gospodarz              | Rezultat                                | Gość                   | Widzów | MVP                           |
| --------------------------------------------------------------- | ----- | ---------------------- | --------------------------------------- | ---------------------- | ------ | ----------------------------- |
| 1. KOLEJKA                                                      |       |                        |                                         |                        |        |                               |
| 20.01.2024                                                      | 20:00 | Rieker UJS Komárno     | 1:3 (22:25, 25:27, 25:19, 23:25)        | VKP FTVŠ UK Bratislava | 150    | János Sánta Juraj Zaťko       |
| 20.01.2024                                                      | 16:00 | VK Mirad UNIPO Prešov  | 3:1 (25:22, 25:23, 23:25, 25:21)        | TJ Spartak Myjava      | 279    | Erik Gulák Tobias Viskup      |
| 2. KOLEJKA                                                      |       |                        |                                         |                        |        |                               |
| 27.01.2024                                                      | 20:00 | VKP FTVŠ UK Bratislava | 3:0 (25:19, 25:21, 25:17)               | TJ Spartak Myjava      | 200    | Adrián Vančo Tobias Viskup    |
| 27.01.2024                                                      | 18:00 | Rieker UJS Komárno     | 3:0 (27:25, 25:15, 25:14)               | VK Mirad UNIPO Prešov  | 250    | Peter Mlynarčík Michal Ščerba |
| 3. KOLEJKA                                                      |       |                        |                                         |                        |        |                               |
| 3.02.2024                                                       | 16:00 | VK Mirad UNIPO Prešov  | 0:3 (22:25, 17:25, 16:25)               | VKP FTVŠ UK Bratislava | 303    | Martin Turis Juraj Zaťko      |
| 3.02.2024                                                       | 19:00 | TJ Spartak Myjava      | 3:2 (24:26, 23:25, 25:20, 26:24, 15:12) | Rieker UJS Komárno     | 297    | Dominik Valo Peter Mlynarčík  |
| 4. KOLEJKA                                                      |       |                        |                                         |                        |        |                               |
| 17.02.2024                                                      | 20:00 | VKP FTVŠ UK Bratislava | 3:0 (25:22, 25:22, 25:22)               | Rieker UJS Komárno     | 320    | Adrián Vančo Martin Pavelka   |
| 16.02.2024                                                      | 19:00 | TJ Spartak Myjava      | 3:0 (26:24, 25:18, 25:18)               | VK Mirad UNIPO Prešov  | 280    | Michal Zeman Michal Ščerba    |
| 5. KOLEJKA                                                      |       |                        |                                         |                        |        |                               |
| 24.02.2024                                                      | 19:00 | TJ Spartak Myjava      | 1:3 (13:25, 23:25, 25:19, 12:25)        | VKP FTVŠ UK Bratislava | 200    | Tobias Viskup Juraj Zaťko     |
| 24.02.2024                                                      | 16:00 | VK Mirad UNIPO Prešov  | 3:2 (25:23, 18:25, 25:17, 16:25, 15:13) | Rieker UJS Komárno     | 311    | Erik Gulák Martin Pavelka     |
| 6. KOLEJKA                                                      |       |                        |                                         |                        |        |                               |
| 2.03.2024                                                       | 19:00 | VKP FTVŠ UK Bratislava | 3:0 (25:15, 25:19, 25:16)               | VK Mirad UNIPO Prešov  | 350    | Juraj Zaťko Martin Turis      |
| 2.03.2024                                                       | 19:00 | Rieker UJS Komárno     | 3:2 (25:23, 20:25, 20:25, 25:22, 15:13) | TJ Spartak Myjava      | 200    | János Sánta Michal Zeman      |
| Wszystkie godziny według czasu lokalnego (UTC+1/UTC+2). Źródło: |       |                        |                                         |                        |        |                               |

#### Tabela
| Lp. | Drużyna                | Mecze | Mecze | Mecze | Pkt | Rodzaj wyniku | Rodzaj wyniku | Rodzaj wyniku | Rodzaj wyniku | Rodzaj wyniku | Rodzaj wyniku | Sety | Sety | Sety  | Małe punkty | Małe punkty | Małe punkty |
| Lp. | Drużyna                | M     | W     | P     | Pkt | 3:0           | 3:1           | 3:2           | 2:3           | 1:3           | 0:3           | wyg. | prz. | stos. | zdob.       | str.        | stos.       |
| --- | ---------------------- | ----- | ----- | ----- | --- | ------------- | ------------- | ------------- | ------------- | ------------- | ------------- | ---- | ---- | ----- | ----------- | ----------- | ----------- |
| 1   | VKP FTVŠ UK Bratislava | 20    | 15    | 5     | 47  | 11            | 4             | 0             | 2             | 3             | 0             | 52   | 19   | 2.74  | 1688        | 1449        | 1.16        |
| 2   | Rieker UJS Komárno     | 20    | 14    | 6     | 40  | 8             | 2             | 4             | 2             | 3             | 1             | 49   | 28   | 1.75  | 1753        | 1544        | 1.14        |
| 3   | VK Mirad UNIPO Prešov  | 20    | 12    | 8     | 36  | 7             | 4             | 1             | 1             | 0             | 7             | 38   | 30   | 1.27  | 1508        | 1456        | 1.04        |
| 4   | TJ Spartak Myjava      | 20    | 12    | 8     | 34  | 6             | 3             | 3             | 1             | 3             | 4             | 41   | 33   | 1.24  | 1661        | 1573        | 1.06        |

Źródło: 
Punktacja: 3:0 i 3:1 – 3 pkt; 3:2 – 2 pkt; 2:3 – 1 pkt; 1:3 i 0:3 – 0 pkt
Zasady ustalania kolejności: 1. liczba zwycięstw; 2. liczba punktów; 3. stosunek setów; 4. stosunek małych punktów; 5. bilans w bezpośrednich meczach
Uwaga: Do tabeli wliczone zostały wszystkie mecze rozegrane w fazie zasadniczej.

### Grupa 5-8

#### Tabela wyników
| Gospodarz \ Gość1                          | SVI | NIT | SVF | TBB |
| ------------------------------------------ | --- | --- | --- | --- |
| TJ Slávia Svidník                          | -   | 3:0 | 3:0 | 3:0 |
| VK Slávia SPU Nitra                        | 0:3 | -   | 3:1 | 3:1 |
| SŠŠ Trenčín-Projekt RD SVF                 | 0:3 | 3:0 | -   | 0:3 |
| ŠVK Tatran Banská Bystrica-Slovenská Ľupča | 0:3 | 3:1 | 0:3 | -   |

Źródło: 
1 Drużyna gospodarzy jest wymieniona po lewej stronie tabeli.
Kolory:
  zwycięstwo gospodarzy 3:0 lub 3:1
  zwycięstwo gospodarzy 3:2
  zwycięstwo gości 3:0 lub 3:1
  zwycięstwo gości 3:2

#### Terminarz i wyniki spotkań
| Data                                                            | Godz. | Gospodarz                                  | Rezultat                         | Gość                                       | Widzów | MVP                            |
| --------------------------------------------------------------- | ----- | ------------------------------------------ | -------------------------------- | ------------------------------------------ | ------ | ------------------------------ |
| 1. KOLEJKA                                                      |       |                                            |                                  |                                            |        |                                |
| 20.01.2024                                                      | 16:00 | TJ Slávia Svidník                          | 3:0 (25:19, 25:16, 25:18)        | ŠVK Tatran Banská Bystrica-Slovenská Ľupča | 70     | Samuel Bognár Marek Záchenský  |
| 20.01.2024                                                      | 19:00 | VK Slávia SPU Nitra                        | 3:1 (25:18, 23:25, 25:17, 25:20) | SŠŠ Trenčín-Projekt RD SVF                 | 150    | Martin Lajcha Filip Makónyi    |
| 2. KOLEJKA                                                      |       |                                            |                                  |                                            |        |                                |
| 27.01.2024                                                      | 16:00 | ŠVK Tatran Banská Bystrica-Slovenská Ľupča | 0:3 (23:25, 17:25, 21:25)        | SŠŠ Trenčín-Projekt RD SVF                 | 150    | Lukáš Hlaváč Filip Makónyi     |
| 27.01.2024                                                      | 16:00 | TJ Slávia Svidník                          | 3:0 (25:22, 25:18, 25:20)        | VK Slávia SPU Nitra                        | 110    | Martin Sopko mł. Michal Kilian |
| 3. KOLEJKA                                                      |       |                                            |                                  |                                            |        |                                |
| 4.02.2024                                                       | 18:00 | VK Slávia SPU Nitra                        | 3:1 (25:19, 25:19, 21:25, 25:23) | ŠVK Tatran Banská Bystrica-Slovenská Ľupča | 150    | Michal Kilian Marek Záchenský  |
| 31.01.2024                                                      | 18:00 | TJ Slávia Svidník                          | 3:0 (25:14, 25:18, 25:17)        | SŠŠ Trenčín-Projekt RD SVF                 | 50     | Juraj Jurko Martin Rendla      |
| 4. KOLEJKA                                                      |       |                                            |                                  |                                            |        |                                |
| 17.02.2024                                                      | 16:00 | ŠVK Tatran Banská Bystrica-Slovenská Ľupča | 0:3 (19:25, 29:31, 18:25)        | TJ Slávia Svidník                          | 180    | Miroslav Baslar Rodrigo Moraes |
| 16.02.2024                                                      | 19:00 | SŠŠ Trenčín-Projekt RD SVF                 | 3:0 (25:21, 25:14, 25:15)        | VK Slávia SPU Nitra                        | 50     | Alex Belička Matej Turčáni     |
| 5. KOLEJKA                                                      |       |                                            |                                  |                                            |        |                                |
| 24.02.2024                                                      | 16:00 | SŠŠ Trenčín-Projekt RD SVF                 | 0:3 (15:25, 22:25, 18:25)        | ŠVK Tatran Banská Bystrica-Slovenská Ľupča | 30     | Matúš Makónyi Alex Veselý      |
| 24.02.2024                                                      | 19:00 | VK Slávia SPU Nitra                        | 0:3 (21:25, 22:25, 19:25)        | TJ Slávia Svidník                          | 150    | Šimon Rzyman Martin Sopko mł.  |
| 6. KOLEJKA                                                      |       |                                            |                                  |                                            |        |                                |
| 2.03.2024                                                       | 19:00 | ŠVK Tatran Banská Bystrica-Slovenská Ľupča | 3:1 (25:23, 25:18, 21:25, 25:23) | VK Slávia SPU Nitra                        | 220    | Martin Nemec Samuel Dobrančin  |
| 2.03.2024                                                       | 19:00 | SŠŠ Trenčín-Projekt RD SVF                 | 0:3 (21:25, 17:25, 19:25)        | TJ Slávia Svidník                          | 20     | Filip Makónyi Marián Vitko     |
| Wszystkie godziny według czasu lokalnego (UTC+1/UTC+2). Źródło: |       |                                            |                                  |                                            |        |                                |

#### Tabela
| Lp. | Drużyna                                    | Mecze | Mecze | Mecze | Pkt | Rodzaj wyniku | Rodzaj wyniku | Rodzaj wyniku | Rodzaj wyniku | Rodzaj wyniku | Rodzaj wyniku | Sety | Sety | Sety  | Małe punkty | Małe punkty | Małe punkty |
| Lp. | Drużyna                                    | M     | W     | P     | Pkt | 3:0           | 3:1           | 3:2           | 2:3           | 1:3           | 0:3           | wyg. | prz. | stos. | zdob.       | str.        | stos.       |
| --- | ------------------------------------------ | ----- | ----- | ----- | --- | ------------- | ------------- | ------------- | ------------- | ------------- | ------------- | ---- | ---- | ----- | ----------- | ----------- | ----------- |
| 1   | TJ Slávia Svidník                          | 20    | 15    | 5     | 47  | 12            | 2             | 1             | 3             | 1             | 1             | 52   | 19   | 2.74  | 1669        | 1445        | 1.16        |
| 2   | VK Slávia SPU Nitra                        | 20    | 5     | 15    | 15  | 2             | 3             | 0             | 0             | 4             | 11            | 19   | 48   | 0.4   | 1401        | 1598        | 0.88        |
| 3   | SŠŠ Trenčín-Projekt RD SVF                 | 20    | 4     | 16    | 12  | 3             | 1             | 0             | 0             | 3             | 13            | 15   | 49   | 0.31  | 1226        | 1535        | 0.8         |
| 4   | ŠVK Tatran Banská Bystrica-Slovenská Ľupča | 20    | 3     | 17    | 9   | 1             | 2             | 0             | 0             | 4             | 13            | 13   | 53   | 0.25  | 1290        | 1596        | 0.81        |

Źródło: 
Punktacja: 3:0 i 3:1 – 3 pkt; 3:2 – 2 pkt; 2:3 – 1 pkt; 1:3 i 0:3 – 0 pkt
Zasady ustalania kolejności: 1. liczba zwycięstw; 2. liczba punktów; 3. stosunek setów; 4. stosunek małych punktów; 5. bilans w bezpośrednich meczach
Uwaga: Do tabeli wliczone zostały wszystkie mecze rozegrane w fazie zasadniczej.

## Faza play-off
Wszystkie godziny według czasu lokalnego (UTC+1/UTC+2).

### Drabinka
|  |              |                                            |              |                       |              |   |   |                        |                   |                   |                   |           |                       |                       |                       |                    |                    |                    |                    |                    |                    |                    |        |        |        |
|  | Ćwierćfinały | Ćwierćfinały                               | Ćwierćfinały | Ćwierćfinały          | Ćwierćfinały |   |   | Półfinały              | Półfinały         | Półfinały         | Półfinały         | Półfinały | Półfinały             | Półfinały             |                       |                    | Finały             | Finały             | Finały             | Finały             | Finały             | Finały             | Finały | Finały | Finały |
|  | Ćwierćfinały | Ćwierćfinały                               | Ćwierćfinały | Ćwierćfinały          | Ćwierćfinały |   |   | Półfinały              | Półfinały         | Półfinały         | Półfinały         | Półfinały | Półfinały             | Półfinały             |                       |                    | Finały             | Finały             | Finały             | Finały             | Finały             | Finały             | Finały | Finały | Finały |
|  |              |                                            |              |                       |              |   |   |                        |                   |                   |                   |           |                       |                       |                       |                    |                    |                    |                    |                    |                    |                    |        |        |        |
|  |              |                                            |              |                       |              |   |   |                        |                   |                   |                   |           |                       |                       |                       |                    |                    |                    |                    |                    |                    |                    |        |        |        |
|  | 1            | VKP FTVŠ UK Bratislava                     | 3            | 3                     |              |   |   |                        |                   |                   |                   |           |                       |                       |                       |                    |                    |                    |                    |                    |                    |                    |        |        |        |
|  | 1            | VKP FTVŠ UK Bratislava                     | 3            | 3                     |              |   |   |                        |                   |                   |                   |           |                       |                       |                       |                    |                    |                    |                    |                    |                    |                    |        |        |        |
|  | 8            | ŠVK Tatran Banská Bystrica-Slovenská Ľupča | 0            | 0                     |              |   |   |                        |                   |                   |                   |           |                       |                       |                       |                    |                    |                    |                    |                    |                    |                    |        |        |        |
|  | 8            | ŠVK Tatran Banská Bystrica-Slovenská Ľupča | 0            | 0                     |              |   | 1 | VKP FTVŠ UK Bratislava | 1                 | 3                 | 1                 | 3         | 3                     |                       |                       |                    |                    |                    |                    |                    |                    |                    |        |        |        |
|  |              |                                            |              |                       |              |   | 1 | VKP FTVŠ UK Bratislava | 1                 | 3                 | 1                 | 3         | 3                     |                       |                       |                    |                    |                    |                    |                    |                    |                    |        |        |        |
|  |              |                                            | 4            | TJ Spartak Myjava     | 3            | 0 | 3 | 0                      | 0                 |                   |                   |           |                       |                       |                       |                    |                    |                    |                    |                    |                    |                    |        |        |        |
|  | 4            | TJ Spartak Myjava                          | 4            | TJ Spartak Myjava     | 3            | 0 | 3 | 0                      | 0                 | 3                 | 3                 |           |                       |                       |                       |                    |                    |                    |                    |                    |                    |                    |        |        |        |
|  | 4            | TJ Spartak Myjava                          |              |                       |              |   |   |                        |                   |                   |                   |           |                       |                       |                       |                    |                    |                    |                    |                    |                    |                    |        |        |        |
|  | 5            | TJ Slávia Svidník                          | 0            | 1                     |              |   |   |                        |                   |                   |                   |           |                       |                       |                       |                    |                    |                    |                    |                    |                    |                    |        |        |        |
|  | 5            | TJ Slávia Svidník                          | 0            | 1                     |              |   | 1 | VKP FTVŠ UK Bratislava | 0                 | 3                 | 1                 | 3         | 1                     | 3                     | 1                     |                    |                    |                    |                    |                    |                    |                    |        |        |        |
|  |              |                                            |              |                       |              |   |   |                        |                   |                   |                   |           |                       |                       | 1                     |                    |                    |                    |                    |                    |                    |                    |        |        |        |
|  |              |                                            | 2            | Rieker UJS Komárno    | 3            | 2 | 3 | 1                      | 3                 | 2                 | 3                 |           |                       |                       |                       |                    |                    |                    |                    |                    |                    |                    |        |        |        |
|  | 2            | Rieker UJS Komárno                         | 2            | Rieker UJS Komárno    | 3            | 2 | 3 | 1                      | 3                 | 2                 | 3                 | 3         | 3                     |                       |                       |                    |                    |                    |                    |                    |                    |                    |        |        |        |
|  | 2            | Rieker UJS Komárno                         |              |                       |              |   |   |                        |                   |                   |                   | 3         | 3                     |                       |                       |                    |                    |                    |                    |                    |                    |                    |        |        |        |
|  | 7            | SŠŠ Trenčín-Projekt RD SVF                 | 0            | 0                     |              |   |   |                        |                   |                   |                   |           |                       |                       |                       |                    |                    |                    |                    |                    |                    |                    |        |        |        |
|  | 7            | SŠŠ Trenčín-Projekt RD SVF                 | 0            | 0                     |              |   | 2 | Rieker UJS Komárno     | 3                 | 2                 | 3                 | 3         |                       | Mecze o 3. miejsce    | Mecze o 3. miejsce    | Mecze o 3. miejsce | Mecze o 3. miejsce | Mecze o 3. miejsce | Mecze o 3. miejsce | Mecze o 3. miejsce | Mecze o 3. miejsce | Mecze o 3. miejsce |        |        |        |
|  |              |                                            |              |                       |              |   | 2 | Rieker UJS Komárno     | 3                 | 2                 | 3                 | 3         |                       | Mecze o 3. miejsce    | Mecze o 3. miejsce    | Mecze o 3. miejsce | Mecze o 3. miejsce | Mecze o 3. miejsce | Mecze o 3. miejsce | Mecze o 3. miejsce | Mecze o 3. miejsce | Mecze o 3. miejsce |        |        |        |
|  |              |                                            | 3            | VK Mirad UNIPO Prešov | 1            | 3 | 1 | 2                      |                   |                   |                   |           |                       |                       |                       |                    |                    |                    |                    |                    |                    |                    |        |        |        |
|  | 3            | VK Mirad UNIPO Prešov                      | 3            | VK Mirad UNIPO Prešov | 1            | 3 | 1 | 2                      | 3                 | 2                 | 3                 |           |                       |                       |                       |                    |                    |                    |                    |                    |                    |                    |        |        |        |
|  | 3            | VK Mirad UNIPO Prešov                      |              |                       |              |   |   |                        |                   |                   |                   | 3         | VK Mirad UNIPO Prešov | VK Mirad UNIPO Prešov | VK Mirad UNIPO Prešov | 0                  | 0                  | 2                  |                    |                    |                    |                    |        |        |        |
|  | 6            | VK Slávia SPU Nitra                        | 0            | 3                     | 0            |   |   |                        |                   |                   |                   | 3         | VK Mirad UNIPO Prešov | VK Mirad UNIPO Prešov | VK Mirad UNIPO Prešov | 0                  | 0                  | 2                  |                    |                    |                    |                    |        |        |        |
|  | 6            | VK Slávia SPU Nitra                        | 0            | 3                     | 0            |   |   | 4                      | TJ Spartak Myjava | TJ Spartak Myjava | TJ Spartak Myjava | 3         | 3                     | 3                     |                       |                    |                    |                    |                    |                    |                    |                    |        |        |        |
|  |              |                                            |              |                       |              |   |   | 4                      | TJ Spartak Myjava | TJ Spartak Myjava | TJ Spartak Myjava | 3         | 3                     | 3                     |                       |                    |                    |                    |                    |                    |                    |                    |        |        |        |

|  |                    |                     |   |   |  |
|  | Mecze o 5. miejsce |                     |   |   |  |
|  |                    |                     |   |   |  |
|  |                    |                     |   |   |  |
|  |                    |                     |   |   |  |
|  | 5                  | TJ Slávia Svidník   | 3 | 3 |  |
|  | 5                  | TJ Slávia Svidník   | 3 | 3 |  |
|  | 6                  | VK Slávia SPU Nitra | 0 | 0 |  |
|  | 6                  | VK Slávia SPU Nitra | 0 | 0 |  |

|  |                    |                                            |   |   |  |
|  | Mecze o 7. miejsce |                                            |   |   |  |
|  |                    |                                            |   |   |  |
|  |                    |                                            |   |   |  |
|  |                    |                                            |   |   |  |
|  | 7                  | SŠŠ Trenčín-Projekt RD SVF                 | 1 | 0 |  |
|  | 7                  | SŠŠ Trenčín-Projekt RD SVF                 | 1 | 0 |  |
|  | 8                  | ŠVK Tatran Banská Bystrica-Slovenská Ľupča | 3 | 3 |  |
|  | 8                  | ŠVK Tatran Banská Bystrica-Slovenská Ľupča | 3 | 3 |  |

### Ćwierćfinały
Format: do dwóch zwycięstw
| Data                       | Godz.                      | Gospodarz                                  | Rezultat                                | Gość                                           | Widzów                                         | MVP                                            |
| -------------------------- | -------------------------- | ------------------------------------------ | --------------------------------------- | ---------------------------------------------- | ---------------------------------------------- | ---------------------------------------------- |
| VKP FTVŠ UK Bratislava (1) | VKP FTVŠ UK Bratislava (1) | VKP FTVŠ UK Bratislava (1)                 | 2 – 0                                   | (8) ŠVK Tatran Banská Bystrica-Slovenská Ľupča | (8) ŠVK Tatran Banská Bystrica-Slovenská Ľupča | (8) ŠVK Tatran Banská Bystrica-Slovenská Ľupča |
| 9.03.2024                  | 18:00                      | VKP FTVŠ UK Bratislava                     | 3:0 (25:23, 25:18, 25:21)               | ŠVK Tatran Banská Bystrica-Slovenská Ľupča     | 150                                            | Michal Trubač Patrik Matejčík                  |
| 14.03.2024                 | 19:00                      | ŠVK Tatran Banská Bystrica-Slovenská Ľupča | 0:3 (17:25, 20:25, 17:25)               | VKP FTVŠ UK Bratislava                         | 100                                            | Max Veselý Tomáš Hollý                         |
| TJ Spartak Myjava (4)      | TJ Spartak Myjava (4)      | TJ Spartak Myjava (4)                      | 2 – 0                                   | (5) TJ Slávia Svidník                          | (5) TJ Slávia Svidník                          | (5) TJ Slávia Svidník                          |
| 9.03.2024                  | 19:00                      | TJ Spartak Myjava                          | 3:0 (30:28, 25:19, 25:21)               | TJ Slávia Svidník                              | 378                                            | Dominik Valo Rodrigo Moraes                    |
| 13.03.2024                 | 19:00                      | TJ Slávia Svidník                          | 1:3 (20:25, 25:16, 19:25, 17:25)        | TJ Spartak Myjava                              | 250                                            | Marián Vitko Dominik Valo                      |
| Rieker UJS Komárno (2)     | Rieker UJS Komárno (2)     | Rieker UJS Komárno (2)                     | 2 – 0                                   | (7) SŠŠ Trenčín-Projekt RD SVF                 | (7) SŠŠ Trenčín-Projekt RD SVF                 | (7) SŠŠ Trenčín-Projekt RD SVF                 |
| 8.03.2024                  | 17:00                      | Rieker UJS Komárno                         | 3:0 (25:22, 25:16, 25:20)               | SŠŠ Trenčín-Projekt RD SVF                     | 150                                            | Balázs Forró Martin Rendla                     |
| 13.03.2024                 | 19:00                      | SŠŠ Trenčín-Projekt RD SVF                 | 0:3 (21:25, 15:25, 8:25)                | Rieker UJS Komárno                             | 30                                             | Matúš Makónyi Balázs Forró                     |
| VK Mirad UNIPO Prešov (3)  | VK Mirad UNIPO Prešov (3)  | VK Mirad UNIPO Prešov (3)                  | 2 – 1                                   | (6) VK Slávia SPU Nitra                        | (6) VK Slávia SPU Nitra                        | (6) VK Slávia SPU Nitra                        |
| 9.03.2024                  | 16:00                      | VK Mirad UNIPO Prešov                      | 3:0 (25:23, 25:17, 25:20)               | VK Slávia SPU Nitra                            | 267                                            | Peter Barták Roman Nagy                        |
| 14.03.2024                 | 19:00                      | VK Slávia SPU Nitra                        | 3:2 (28:26, 15:25, 25:23, 21:25, 17:15) | VK Mirad UNIPO Prešov                          | 383                                            | Šimon Rzyman Matúš Suchanič                    |
| 16.03.2024                 | 16:00                      | VK Mirad UNIPO Prešov                      | 3:0 (25:22, 25:16, 25:20)               | VK Slávia SPU Nitra                            | 238                                            | Michal Ščerba Šimon Rzyman                     |

Źródło: 

### Mecze o 7. miejsce
Format: do dwóch zwycięstw
| Data                           | Godz.                          | Gospodarz                                  | Rezultat                         | Gość                                           | Widzów                                         | MVP                                            |
| ------------------------------ | ------------------------------ | ------------------------------------------ | -------------------------------- | ---------------------------------------------- | ---------------------------------------------- | ---------------------------------------------- |
| SŠŠ Trenčín-Projekt RD SVF (7) | SŠŠ Trenčín-Projekt RD SVF (7) | SŠŠ Trenčín-Projekt RD SVF (7)             | 0 – 2                            | (8) ŠVK Tatran Banská Bystrica-Slovenská Ľupča | (8) ŠVK Tatran Banská Bystrica-Slovenská Ľupča | (8) ŠVK Tatran Banská Bystrica-Slovenská Ľupča |
| 20.03.2024                     | 18:00                          | SŠŠ Trenčín-Projekt RD SVF                 | 1:3 (28:26, 23:25, 20:25, 18:25) | ŠVK Tatran Banská Bystrica-Slovenská Ľupča     | 70                                             | Michal Križák Matej Sýkora                     |
| 23.03.2024                     | 19:00                          | ŠVK Tatran Banská Bystrica-Slovenská Ľupča | 3:0 (25:20, 25:20, 25:18)        | SŠŠ Trenčín-Projekt RD SVF                     | 210                                            | Max Veselý Filip Makónyi                       |

Źródło: 

### Mecze o 5. miejsce
Format: do dwóch zwycięstw
| Data                  | Godz.                 | Gospodarz             | Rezultat                  | Gość                    | Widzów                  | MVP                          |
| --------------------- | --------------------- | --------------------- | ------------------------- | ----------------------- | ----------------------- | ---------------------------- |
| TJ Slávia Svidník (5) | TJ Slávia Svidník (5) | TJ Slávia Svidník (5) | 2 – 0                     | (6) VK Slávia SPU Nitra | (6) VK Slávia SPU Nitra | (6) VK Slávia SPU Nitra      |
| 23.03.2024            | 17:00                 | TJ Slávia Svidník     | 3:0 (26:24, 25:18, 25:19) | VK Slávia SPU Nitra     | 80                      | Daniel Šellong Michal Kilian |
| 28.03.2024            | 19:00                 | VK Slávia SPU Nitra   | 0:3 (13:25, 19:25, 22:25) | TJ Slávia Svidník       | 150                     | Michal Kilian Daniel Šellong |

Źródło: 

### Półfinały
Format: do trzech zwycięstw
| Data                       | Godz.                      | Gospodarz                  | Rezultat                                | Gość                      | Widzów                    | MVP                          |
| -------------------------- | -------------------------- | -------------------------- | --------------------------------------- | ------------------------- | ------------------------- | ---------------------------- |
| VKP FTVŠ UK Bratislava (1) | VKP FTVŠ UK Bratislava (1) | VKP FTVŠ UK Bratislava (1) | 3 – 2                                   | (4) TJ Spartak Myjava     | (4) TJ Spartak Myjava     | (4) TJ Spartak Myjava        |
| 20.03.2024                 | 20:00                      | VKP FTVŠ UK Bratislava     | 1:3 (21:25, 25:19, 13:25, 23:25)        | TJ Spartak Myjava         | 200                       | Andrej Billich Tobias Viskup |
| 23.03.2024                 | 19:00                      | TJ Spartak Myjava          | 0:3 (22:25, 33:35, 23:25)               | VKP FTVŠ UK Bratislava    | 280                       | Samuel Paňko Tomáš Hollý     |
| 26.03.2024                 | 18:00                      | VKP FTVŠ UK Bratislava     | 1:3 (16:25, 25:19, 18:25, 20:25)        | TJ Spartak Myjava         | 350                       | Andrej Billich Michal Zeman  |
| 28.03.2024                 | 16:00                      | TJ Spartak Myjava          | 0:3 (19:25, 20:25, 21:25)               | VKP FTVŠ UK Bratislava    | 560                       | Samuel Paňko Tomáš Hollý     |
| 29.03.2024                 | 18:00                      | VKP FTVŠ UK Bratislava     | 3:0 (25:20, 25:22, 25:17)               | TJ Spartak Myjava         | 400                       | Tomáš Hollý Samuel Paňko     |
| Rieker UJS Komárno (2)     | Rieker UJS Komárno (2)     | Rieker UJS Komárno (2)     | 3 – 1                                   | (3) VK Mirad UNIPO Prešov | (3) VK Mirad UNIPO Prešov | (3) VK Mirad UNIPO Prešov    |
| 19.03.2024                 | 18:00                      | Rieker UJS Komárno         | 3:1 (25:19, 18:25, 25:20, 25:21)        | VK Mirad UNIPO Prešov     | 250                       | Maroš Kasperkevič Erik Gulák |
| 23.03.2024                 | 17:00                      | VK Mirad UNIPO Prešov      | 3:2 (25:16, 25:19, 18:25, 20:25, 15:11) | Rieker UJS Komárno        | 244                       | Erik Gulák Branislav Hanúsek |
| 26.03.2024                 | 18:00                      | Rieker UJS Komárno         | 3:1 (20:25, 25:19, 25:21, 25:14)        | VK Mirad UNIPO Prešov     | 350                       | Peter Porubský Erik Gulák    |
| 28.03.2024                 | 18:00                      | VK Mirad UNIPO Prešov      | 2:3 (21:25, 23:25, 25:22, 25:23, 12:15) | Rieker UJS Komárno        | 340                       | Erik Gulák Filip Mačuha      |

Źródło: 

### Mecze o 3. miejsce
Format: do trzech zwycięstw
| Data                      | Godz.                     | Gospodarz                 | Rezultat                                | Gość                  | Widzów                | MVP                            |
| ------------------------- | ------------------------- | ------------------------- | --------------------------------------- | --------------------- | --------------------- | ------------------------------ |
| VK Mirad UNIPO Prešov (3) | VK Mirad UNIPO Prešov (3) | VK Mirad UNIPO Prešov (3) | 0 – 3                                   | (4) TJ Spartak Myjava | (4) TJ Spartak Myjava | (4) TJ Spartak Myjava          |
| 13.04.2024                | 18:00                     | VK Mirad UNIPO Prešov     | 0:3 (17:25, 18:25, 19:25)               | TJ Spartak Myjava     | 274                   | Ján Jendrejčák Matúš Konc      |
| 17.04.2024                | 18:00                     | TJ Spartak Myjava         | 3:0 (25:21, 25:18, 25:21)               | VK Mirad UNIPO Prešov | 398                   | Dominik Valo Michal Ščerba     |
| 20.04.2024                | 18:00                     | VK Mirad UNIPO Prešov     | 2:3 (20:25, 25:23, 25:14, 22:25, 12:15) | TJ Spartak Myjava     | 198                   | Pavol Anderko Ľuboš Ochodnický |

Źródło: 

### Finały
Format: do czterech zwycięstw
| Data                       | Godz.                      | Gospodarz                  | Rezultat                                | Gość                   | Widzów                 | MVP                         |
| -------------------------- | -------------------------- | -------------------------- | --------------------------------------- | ---------------------- | ---------------------- | --------------------------- |
| VKP FTVŠ UK Bratislava (1) | VKP FTVŠ UK Bratislava (1) | VKP FTVŠ UK Bratislava (1) | 3 – 4                                   | (2) Rieker UJS Komárno | (2) Rieker UJS Komárno | (2) Rieker UJS Komárno      |
| 12.04.2024                 | 19:00                      | VKP FTVŠ UK Bratislava     | 0:3 (24:26, 16:25, 22:25)               | Rieker UJS Komárno     | 850                    | Patrik Marjov Emanuel Kohút |
| 13.04.2024                 | 14:00                      | VKP FTVŠ UK Bratislava     | 3:2 (21:25, 19:25, 25:23, 25:23, 22:20) | Rieker UJS Komárno     | 560                    | Tomáš Hollý Peter Mlynarčík |
| 19.04.2024                 | 19:00                      | Rieker UJS Komárno         | 3:1 (25:18, 25:22, 21:25, 25:22)        | VKP FTVŠ UK Bratislava | 600                    | Emanuel Kohút Adrián Vančo  |
| 20.04.2024                 | 18:00                      | Rieker UJS Komárno         | 1:3 (23:25, 31:33, 25:21, 17:25)        | VKP FTVŠ UK Bratislava | 700                    | János Sánta Samuel Jurík    |
| 24.04.2024                 | 20:00                      | VKP FTVŠ UK Bratislava     | 1:3 (22:25, 25:17, 15:25, 21:25)        | Rieker UJS Komárno     | 1170                   | Samuel Jurík Marek Gergely  |
| 27.04.2024                 | 19:30                      | Rieker UJS Komárno         | 2:3 (25:18, 25:20, 19:25, 17:25, 13:15) | VKP FTVŠ UK Bratislava | 800                    | Filip Mačuha Andrej Billich |
| 29.04.2024                 | 19:00                      | VKP FTVŠ UK Bratislava     | 1:3 (13:25, 25:21, 25:27, 19:25)        | Rieker UJS Komárno     | 2000                   | —                           |

Źródło: 

## Klasyfikacja końcowa
| Poz. | Drużyna                                    |
| ---- | ------------------------------------------ |
| 1.   | Rieker UJS Komárno                         |
| 2.   | VKP FTVŠ UK Bratislava                     |
| 3.   | TJ Spartak Myjava                          |
| 4.   | VK Mirad UNIPO Prešov                      |
| 5.   | TJ Slávia Svidník                          |
| 6.   | VK Slávia SPU Nitra                        |
| 7.   | ŠVK Tatran Banská Bystrica-Slovenská Ľupča |
| 8.   | SŠŠ Trenčín-Projekt RD SVF                 |

## Zawodnicy miesiąca
| Miesiąc     | Zawodnik miesiąca | Klub                   |        |
| ----------- | ----------------- | ---------------------- | ------ |
| październik | Branislav Skasko  | TJ Spartak Myjava      | [ 29 ] |
| listopad    | Maroš Kasperkevič | Rieker UJS Komárno     | [ 30 ] |
| grudzień    | Michal Ščerba     | VK Mirad UNIPO Prešov  | [ 31 ] |
| styczeń     | Andrej Billich    | VKP FTVŠ UK Bratislava | [ 32 ] |
| luty        | Juraj Zaťko       | VKP FTVŠ UK Bratislava | [ 33 ] |
| marzec      | Peter Mlynarčík   | Rieker UJS Komárno     | [ 34 ] |
| kwiecień    | Emanuel Kohút     | Rieker UJS Komárno     | [ 35 ] |

## Statystyki

### Sety, małe punkty i liczba widzów
| Kolejka/Faza                          | Mecze                                 | Sety (średnio na mecz)                | Sety (średnio na mecz)                | Małe punkty (średnio na set)          | Małe punkty (średnio na set)          | Liczba widzów (średnio na mecz)       | Liczba widzów (średnio na mecz)       | Kolejka/Faza                          | Mecze                                 | Sety (średnio na mecz)                | Sety (średnio na mecz)                | Małe punkty (średnio na set)          | Małe punkty (średnio na set)          | Liczba widzów (średnio na mecz)       | Liczba widzów (średnio na mecz)       |
| ------------------------------------- | ------------------------------------- | ------------------------------------- | ------------------------------------- | ------------------------------------- | ------------------------------------- | ------------------------------------- | ------------------------------------- | ------------------------------------- | ------------------------------------- | ------------------------------------- | ------------------------------------- | ------------------------------------- | ------------------------------------- | ------------------------------------- | ------------------------------------- |
| Faza zasadnicza                       |                                       |                                       |                                       |                                       |                                       |                                       |                                       |                                       |                                       |                                       |                                       |                                       |                                       |                                       |                                       |
| 1                                     | 4                                     | 13                                    | 3,25                                  | 571                                   | 43,92                                 | 1031                                  | 258                                   | 8                                     | 4                                     | 13                                    | 3,25                                  | 576                                   | 44,31                                 | 700                                   | 175                                   |
| 2                                     | 4                                     | 15                                    | 3,75                                  | 648                                   | 43,20                                 | 1010                                  | 253                                   | 9                                     | 4                                     | 13                                    | 3,25                                  | 585                                   | 45,00                                 | 687                                   | 172                                   |
| 3                                     | 4                                     | 15                                    | 3,75                                  | 645                                   | 43,00                                 | 863                                   | 216                                   | 10                                    | 4                                     | 14                                    | 3,50                                  | 614                                   | 43,86                                 | 814                                   | 204                                   |
| 4                                     | 4                                     | 14                                    | 3,50                                  | 606                                   | 43,29                                 | 729                                   | 182                                   | 11                                    | 4                                     | 14                                    | 3,50                                  | 611                                   | 43,64                                 | 980                                   | 245                                   |
| 5                                     | 4                                     | 16                                    | 4,00                                  | 716                                   | 44,75                                 | 940                                   | 235                                   | 12                                    | 4                                     | 13                                    | 3,25                                  | 576                                   | 44,31                                 | 706                                   | 177                                   |
| 6                                     | 4                                     | 15                                    | 3,75                                  | 640                                   | 42,67                                 | 695                                   | 174                                   | 13                                    | 4                                     | 14                                    | 3,50                                  | 587                                   | 41,93                                 | 538                                   | 135                                   |
| 7                                     | 4                                     | 12                                    | 3,00                                  | 507                                   | 42,25                                 | 820                                   | 205                                   | 14                                    | 4                                     | 14                                    | 3,50                                  | 598                                   | 42,71                                 | 686                                   | 172                                   |
| Podsumowanie rundy pierwszej          | Podsumowanie rundy pierwszej          | Podsumowanie rundy pierwszej          | Podsumowanie rundy pierwszej          | Podsumowanie rundy pierwszej          | Podsumowanie rundy pierwszej          | Podsumowanie rundy pierwszej          | Podsumowanie rundy pierwszej          | Podsumowanie rundy rewanżowej         | Podsumowanie rundy rewanżowej         | Podsumowanie rundy rewanżowej         | Podsumowanie rundy rewanżowej         | Podsumowanie rundy rewanżowej         | Podsumowanie rundy rewanżowej         | Podsumowanie rundy rewanżowej         | Podsumowanie rundy rewanżowej         |
| 1-7                                   | 28                                    | 100                                   | 3,57                                  | 4333                                  | 43,33                                 | 6088                                  | 217                                   | 8-14                                  | 28                                    | 95                                    | 3,39                                  | 4147                                  | 43,65                                 | 5111                                  | 183                                   |
| Druga faza – grupa 1-4                | Druga faza – grupa 1-4                | Druga faza – grupa 1-4                | Druga faza – grupa 1-4                | Druga faza – grupa 1-4                | Druga faza – grupa 1-4                | Druga faza – grupa 1-4                | Druga faza – grupa 1-4                | Druga faza – grupa 5-8                | Druga faza – grupa 5-8                | Druga faza – grupa 5-8                | Druga faza – grupa 5-8                | Druga faza – grupa 5-8                | Druga faza – grupa 5-8                | Druga faza – grupa 5-8                | Druga faza – grupa 5-8                |
| 1                                     | 2                                     | 8                                     | 4,00                                  | 380                                   | 47,50                                 | 429                                   | 215                                   | 1                                     | 2                                     | 7                                     | 3,50                                  | 306                                   | 43,71                                 | 220                                   | 110                                   |
| 2                                     | 2                                     | 6                                     | 3,00                                  | 263                                   | 43,83                                 | 450                                   | 225                                   | 2                                     | 2                                     | 6                                     | 3,00                                  | 271                                   | 45,17                                 | 260                                   | 130                                   |
| 3                                     | 2                                     | 8                                     | 4,00                                  | 350                                   | 43,75                                 | 600                                   | 300                                   | 3                                     | 2                                     | 7                                     | 3,50                                  | 306                                   | 43,71                                 | 200                                   | 100                                   |
| 4                                     | 2                                     | 6                                     | 3,00                                  | 277                                   | 46,17                                 | 600                                   | 300                                   | 4                                     | 2                                     | 6                                     | 3,00                                  | 272                                   | 45,33                                 | 230                                   | 115                                   |
| 5                                     | 2                                     | 9                                     | 4,50                                  | 369                                   | 41,00                                 | 511                                   | 256                                   | 5                                     | 2                                     | 6                                     | 3,00                                  | 267                                   | 44,50                                 | 180                                   | 90                                    |
| 6                                     | 2                                     | 8                                     | 4,00                                  | 338                                   | 42,25                                 | 550                                   | 275                                   | 6                                     | 2                                     | 7                                     | 3,50                                  | 317                                   | 45,29                                 | 240                                   | 120                                   |
| Podsumowanie drugiej fazy (grupa 1-4) | Podsumowanie drugiej fazy (grupa 1-4) | Podsumowanie drugiej fazy (grupa 1-4) | Podsumowanie drugiej fazy (grupa 1-4) | Podsumowanie drugiej fazy (grupa 1-4) | Podsumowanie drugiej fazy (grupa 1-4) | Podsumowanie drugiej fazy (grupa 1-4) | Podsumowanie drugiej fazy (grupa 1-4) | Podsumowanie drugiej fazy (grupa 5-8) | Podsumowanie drugiej fazy (grupa 5-8) | Podsumowanie drugiej fazy (grupa 5-8) | Podsumowanie drugiej fazy (grupa 5-8) | Podsumowanie drugiej fazy (grupa 5-8) | Podsumowanie drugiej fazy (grupa 5-8) | Podsumowanie drugiej fazy (grupa 5-8) | Podsumowanie drugiej fazy (grupa 5-8) |
| 1-6                                   | 12                                    | 45                                    | 3,75                                  | 1977                                  | 43,93                                 | 3140                                  | 262                                   | 1-6                                   | 12                                    | 39                                    | 3,25                                  | 1739                                  | 44,59                                 | 1330                                  | 111                                   |
| Faza play-off                         |                                       |                                       |                                       |                                       |                                       |                                       |                                       |                                       |                                       |                                       |                                       |                                       |                                       |                                       |                                       |
| Ćwierćfinały                          | 9                                     | 30                                    | 3,33                                  | 1326                                  | 44,20                                 | 1946                                  | 216                                   | O 7. miejsce                          | 2                                     | 7                                     | 3,50                                  | 323                                   | 46,14                                 | 280                                   | 140                                   |
| Półfinały                             | 9                                     | 35                                    | 3,89                                  | 1548                                  | 44,23                                 | 2974                                  | 330                                   | O 5. miejsce                          | 2                                     | 6                                     | 3,00                                  | 266                                   | 44,33                                 | 230                                   | 115                                   |
| Finały                                | 7                                     | 29                                    | 4,14                                  | 1306                                  | 45,03                                 | 6680                                  | 954                                   | O 3. miejsce                          | 3                                     | 11                                    | 3,67                                  | 470                                   | 42,73                                 | 870                                   | 290                                   |
| Podsumowanie sezonu                   |                                       |                                       |                                       |                                       |                                       |                                       |                                       |                                       |                                       |                                       |                                       |                                       |                                       |                                       |                                       |
| Faza zasadnicza                       | Faza zasadnicza                       | Faza zasadnicza                       | Faza zasadnicza                       | Faza zasadnicza                       | Faza zasadnicza                       | Faza zasadnicza                       | Faza zasadnicza                       | Faza zasadnicza                       | 56                                    | 195                                   | 3,48                                  | 8480                                  | 43,49                                 | 11 199                                | 200                                   |
| Druga faza                            | Druga faza                            | Druga faza                            | Druga faza                            | Druga faza                            | Druga faza                            | Druga faza                            | Druga faza                            | Druga faza                            | 24                                    | 84                                    | 3,50                                  | 3716                                  | 44,24                                 | 4470                                  | 186                                   |
| Faza play-off                         | Faza play-off                         | Faza play-off                         | Faza play-off                         | Faza play-off                         | Faza play-off                         | Faza play-off                         | Faza play-off                         | Faza play-off                         | 32                                    | 118                                   | 3,69                                  | 5239                                  | 44,40                                 | 12 980                                | 406                                   |
| Razem                                 | Razem                                 | Razem                                 | Razem                                 | Razem                                 | Razem                                 | Razem                                 | Razem                                 | Razem                                 | 112                                   | 397                                   | 3,54                                  | 17 435                                | 43,92                                 | 28 649                                | 256                                   |